# 阿提尼亚链坑
阿提尼亚链坑（英語：Artynia Catena）是火星阿卡迪亚区的链坑，位于北纬47.97°，西经119.67°。它长达263 km，以54°N 137°W / 54°N 137°W的典型反照率特征命名。